# Signalsystem L

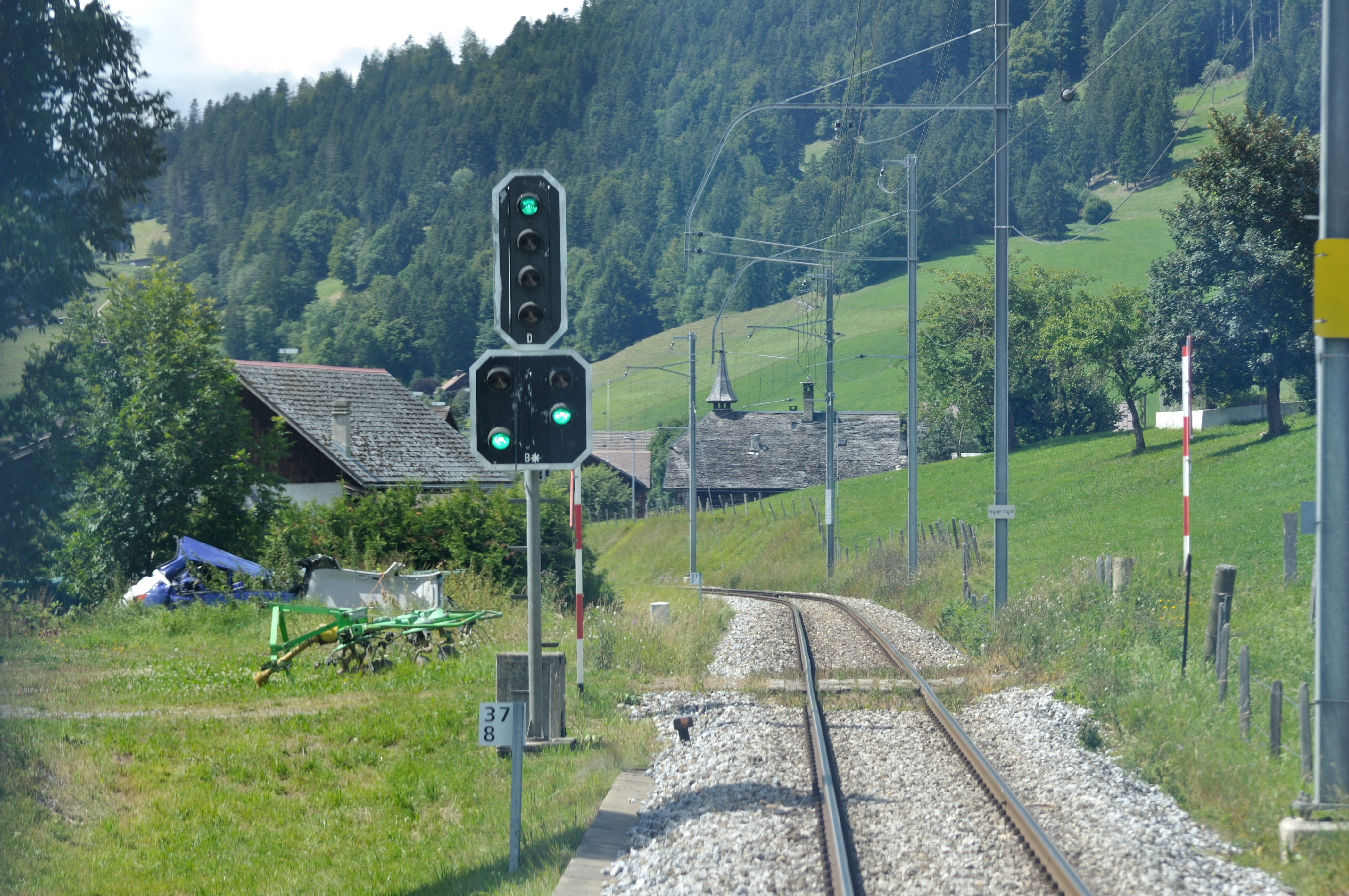
Haupt- und Vorsignal System L in Flendruz Seite Rougemont

Als Signalsystem L bezeichnet man ein Eisenbahnlichtsignalsystem in der Schweiz. Es unterscheidet zwischen Vor- und Hauptsignalen. Die Bezeichnung wurde nach 1986 eingeführt, um das alte Signalsystem von dem in diesem Jahr eingeführten Signalsystem N und dem mechanischen Signalsystem M zu unterscheiden. L steht für Lichtsignal.
Die Ankündigung und Ausführung einer Geschwindigkeit werden mit farbigen Lichtpunktkombinationen dargestellt. Das System kennt drei Farben: Grün, Brandgelb und Rot. Die Signalfarbe Rot kommt als Haltesignal immer alleine zum Einsatz.

## Signalbilder
| Vorsignal                              | Vorsignal                              | Hauptsignal             | Hauptsignal             | Fahrbegriff | Bedeutung | Bedeutung |
| Vorsignal                              | Vorsignal                              | Hauptsignal             | Hauptsignal             | Fahrbegriff | Wegsignalisierung                                                                                               | Geschwindigkeitssignalisierung                                                                                             |
| -------------------------------------- | -------------------------------------- | ----------------------- | ----------------------- | ----------- | --- | --- |
| bis 31.1.1935                          | ab 31.1.1935                           | ein rotes Licht         | ein rotes Licht         |             | Vorsignal: Halt am Hauptsignal Hauptsignal: Halt                                                                | Vorsignal: Halt am Hauptsignal Hauptsignal: Halt                                                                           |
| bis 31.1.1935                          | ab 31.1.1935                           | ein grünes Licht        | ein grünes Licht        |             | Freie Fahrt ohne Angabe von Weichenstellung oder Geschwindigkeitsbegrenzung, wird nur noch selten verwendet     | Freie Fahrt ohne Angabe von Weichenstellung oder Geschwindigkeitsbegrenzung, wird nur noch selten verwendet                |
| zwei grüne Lichter                     | zwei grüne Lichter                     | ein grünes Licht        | ein grünes Licht        | 1           | Freie Fahrt, Weichen in gerader Stellung oder weichenfreier Abschnitt                                           | Freie Fahrt, im Dienstfahrplan nicht eingerahmte oder eingekreiste Geschwindigkeit                                         |
| ein brandgelbes und ein grünes Licht   | ein brandgelbes und ein grünes Licht   | bis 6.10.1940           | ab 6.10.1940            | 2           | Freie Fahrt, Weichen ablenkend, gewöhnlicher Radius                                                             | Freie Fahrt, 40 km/h (allenfalls niedrigere Geschwindigkeit gemäss Dienstfahrplan)                                         |
| ein brandgelbes und zwei grüne Lichter | ein brandgelbes und zwei grüne Lichter | zwei grüne Lichter      | zwei grüne Lichter      | 3           | Freie Fahrt, Weichen ablenkend, grosser Radius                                                                  | Freie Fahrt, Geschwindigkeit im Dienstfahrplan quadratisch eingerahmt oder eingekreist (zwischen 50 und 85 km/h)           |
| ein brandgelbes und ein grünes Licht   | ein brandgelbes und ein grünes Licht   | verschwunden            | verschwunden            | 4           | Freie Fahrt, nähere Weichen gerade, weiter entfernte ablenkend, gewöhnlicher Radius                             | Freie Fahrt, Geschwindigkeitsabstufung bis 40 km/h (oder weniger) gemäss Dienstfahrplan und Anhang zum Fahrdienstreglement |
| bis 31.10.1967                         | ab 1.11.1967                           | drei grüne Lichter      | drei grüne Lichter      | 5           | bis 31.10.1967: Freie Fahrt, nähere Weichen gerade, weiter entfernte ablenkend, grosser Radius (nie angewendet) | ab 1.11.1967: Freie Fahrt, Geschwindigkeit 95 oder 90 km/h, im Dienstfahrplan eingekreist                                  |
| ein brandgelbes und zwei grüne Lichter | ein brandgelbes und zwei grüne Lichter | zwei brandgelbe Lichter | zwei brandgelbe Lichter | 6           | Freie Fahrt, nächstes Hauptsignal zeigt Halt und steht im verkürzten Abstand                                    | Freie Fahrt, nächstes Hauptsignal zeigt Halt und steht im verkürzten Abstand                                               |
| Quelle:                                |                                        |                         |                         |             | | |

## Bauformen
|                                    |        |
| ohne...                            | mit... |
| ... Dunkelschaltung des Vorsignals |        |

### Haupt- und Vorsignale am gleichen Mast

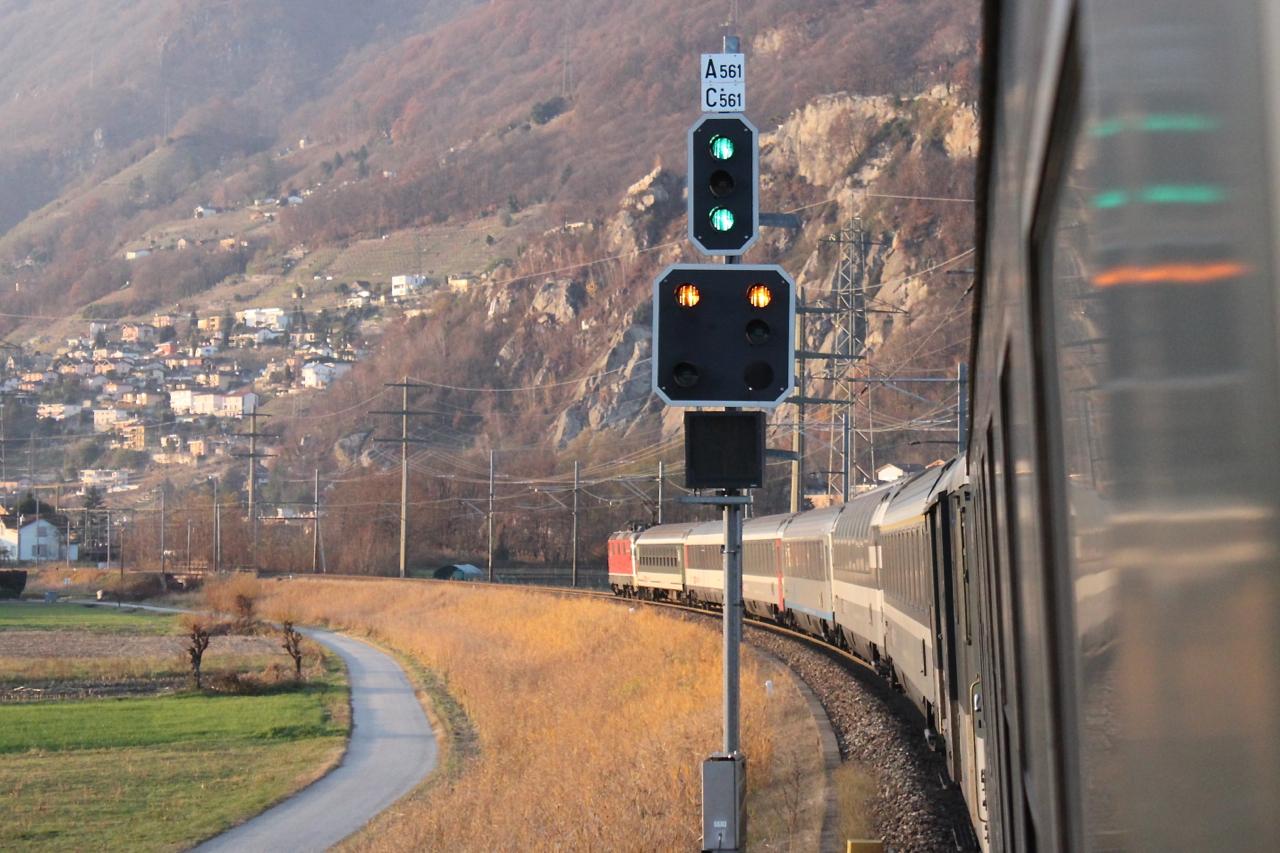
Hauptsignal mit Fahrbegriff 3, darunter geschlossenes Vorsignal

Am Mast des Einfahrsignals befindet sich in der Regel auch das Ausfahrvorsignal. Bei kurzen Stationsabständen – wenn der Abstand zwischen dem Ausfahr- und dem Einfahrsignal ungefähr dem Vorsignalabstand entspricht – erscheint unter dem Hauptsignal gleich das Einfahrvorsignal der nächsten Station.
Ein Vorsignal unter einem Halt zeigenden Hauptsignal zeigt nie einen Fahrbegriff. Es signalisiert entweder Warnung oder bleibt dunkel. Bei den meisten Privatbahnen ist die Dunkelschaltung des Vorsignals der Normalfall. Bei den SBB wird das Vorsignal in der Regel bei Ausfahrsignalen und bei drei oder mehr nebeneinander stehenden Einfahrsignalen dunkelgeschaltet.

### Fehlende Signale
|                        |                         |
| Merkzeichen in den FDV | Merkzeichen bei den GFM |

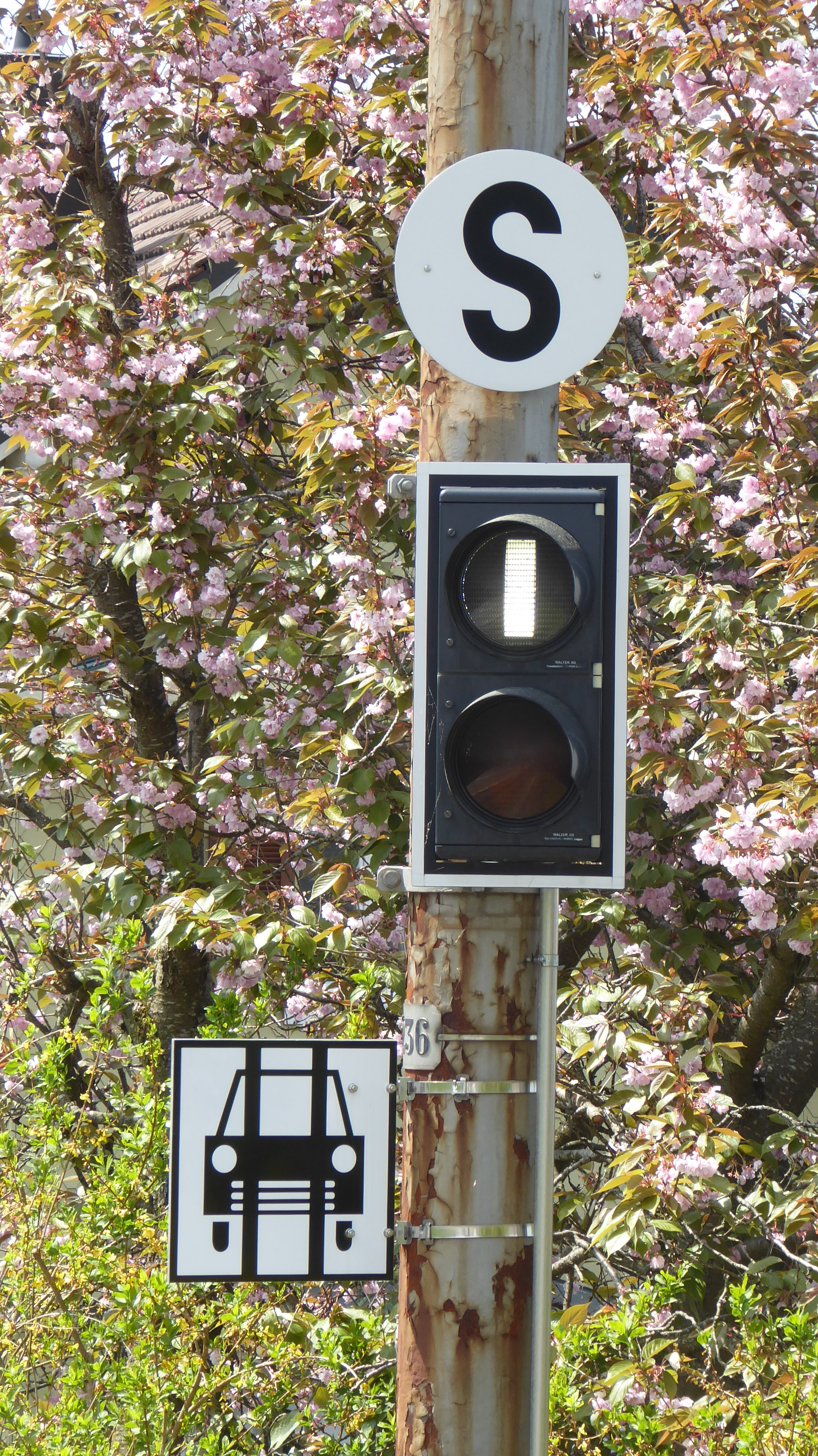
Merktafel S

Bei fehlenden Vorsignalen wurde eine Merktafel zur Ankündigung eines Einfahrsignals ohne Vorsignal aufgestellt. Das Merkzeichen kam nur auf einigen Nebenlinien vor, ist aber in den Fahrdienstvorschriften (FDV) nach wie vor aufgeführt. Die Tafel wird in Bremswegentfernung zum Einfahrsignal aufgestellt und hat die Funktion eines Warnung zeigenden Vorsignals.
Daneben gibt es noch die Merktafel S für ein fehlendes Einfahrsignal. Dieses schwarze S auf weisser, runder Tafel ist in Bremswegentfernung zur ersten Weiche aufgestellt.

### Ergänzende Signale
Das Hilfssignal wird verwendet, wenn ein Hauptsignal am gleichen Mast nicht auf Fahrt gestellt werden kann, z. B. wegen eines Fehlers oder wegen Bauarbeiten. Die brandgelbe schräge Lichterreihe erlaubt die Vorbeifahrt am Halt zeigenden oder erloschenen Hauptsignal mit verminderter Geschwindigkeit.
Das Besetztsignal unter einem Einfahr- oder Gleisabschnittsignal kündigt an, dass auf dem folgenden Gleisabschnitt ein Hindernis zu erwarten ist.
|                           |                             |
| Geschwindig- keitschwelle | Ansprechen der Zugsicherung |

|                      |
| Gleisnum- mernsignal |

|             |               |
| Hilfssignal | Besetztsignal |

Im Signalsystem L galt die am Einfahrsignal signalisierte Geschwindigkeitsbeschränkung erst ab der ersten Weiche. 1998 wurde diese Regel geändert und an das Signalsystem N angepasst, bei welchem die Geschwindigkeitsbeschränkung bereits ab dem Signal einzuhalten ist. In einigen Bahnhöfen hätte das aufgrund der örtlichen Gegebenheiten einen zu hohen Fahrzeitverlust ergeben. In diesen Stationen gilt die bisherige Regel weiterhin, was durch das Merktafel für Geschwindigkeitschwelle beim Signalsystem L am Einfahrvorsignal angezeigt wird. Im Eisenbahnerjargon wird die Merktafel als Stimmgabel, Elch oder Hirschgeweih bezeichnet.
Wenn ein Zug in einer Station nicht auf das planmässige Gleis einfahren soll, muss der Lokomotivführer auf einer rückliegenden Haltestation schriftlich verständigt werden. Alternativ kann diese Verständigung auch durch ein Gleisnummernsignal am Einfahrsignal erfolgen. Seit 1957 kann diese Verständigung in bestimmten Bahnhöfen, die im Dienstfahrplan mit einem schwarzen Dreieck gekennzeichnet sind, unterbleiben. Eine dreieckige Tafel am letzten Fahrleitungsmast vor dem Einfahrvorsignal oder direkt am Vorsignal weist darauf hin, dass die Zugsicherung auch bei ablenkender Einfahrt anspricht. Der offizielle Name des Schildes lautet Merkzeichen für Einfahrt auf das angebotene Gleis mit Ansprechen der Zugsicherung bei ablenkender Einfahrt. Das Merkzeichen wird bei Neuanlagen nicht mehr verwendet, da die Zugsicherung heutzutage auch bei restriktiven Fahrbegriffen anspricht.

### Wiederholungssignale

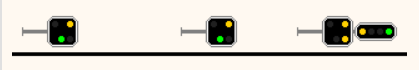
Vorsignal, Wiederholungssignal und Hauptsignal

Bei ungenügender Sichtweite auf das Hauptsignale werden Wiederholungssignale aufgestellt. Dazu dienen gewöhnliche Lichtvorsignale.

### Sonderbauarten
|  | Halt                    |
|  | Freie Fahrt mit 40 km/h |

|                        |
| unter einem Perrondach |

|                   |
| mit breiter Tafel |

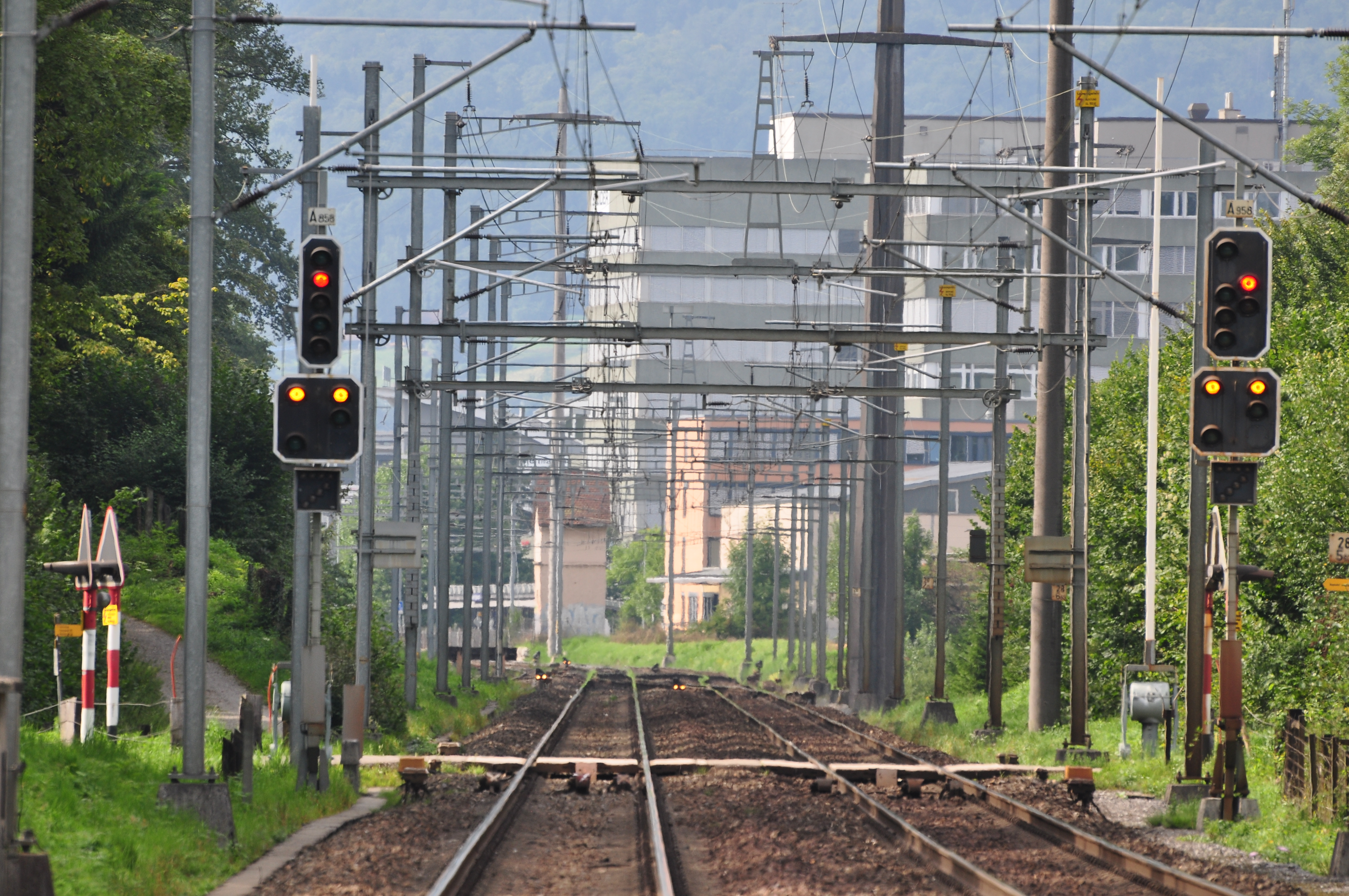
Links Hauptsignal mit einer, rechts mit zwei Lichterreihen

Die zunehmende Zahl von Lichtern an Hauptsignalen führte zu immer längeren Tafeln. Darum kommen seit 1967 auch Hauptsignale mit verbreiterten Tafeln zum Einsatz.
Bei den verbreiterten Hauptsignalen sind die Lampen für Rot und «Notrot» in die rechte Spalte versetzt.
Bei Platzmangel, zum Beispiel unter Perrondächern, kommen weitere Tafelformen vor.
In Güter- und Rangieranlagen mit 40 km/h Höchstgeschwindigkeit können statt normaler Hauptsignale sogenannte Mini-Hauptsignale verwendet werden. Diese werden in Bodennähe montiert – in Anlagen mit Zwergsignalen direkt auf einem Zwergsignal.

### Blocksignale
|         | Halt    | Warnung       | Fahrbegriff 1 | mit Merk- zeichen  |
|         | Warnung | Fahrbegriff 1 |               | ohne Merk- zeichen |
|         | Warnung | Fahrbegriff 2 | Fahrbegriff 3 | ohne Merk- zeichen |
| Quelle: |         |               |               |                    |

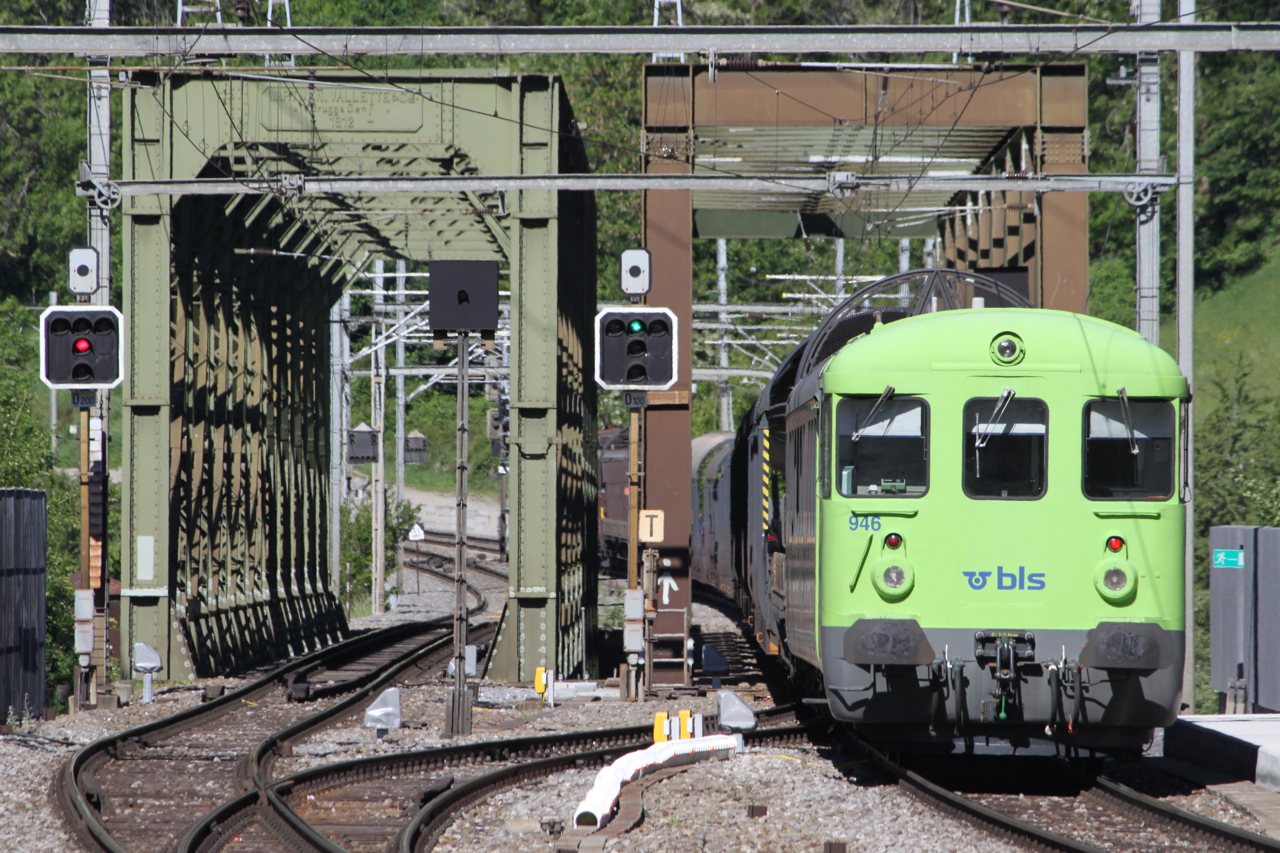
Blockignale mit der Anzeige von Halt (links) und Fahrbegriff 1

Als Blocksignale zur Unterteilung langer Stationsabschnitte dienen normalerweise gewöhnliche Lichtsignale. Auf einigen Strecken mit besonders kurzen Blockabschnitten werden die zwei brandgelben Vorsignallichter mit dem grünen und roten Licht des Hauptsignals und dem Licht für «Nothalt» in einer quadratischen Tafel kombiniert. Dazu können zusätzliche Lichter kommen, um weitere Fahrbegriffe anzeigen zu können.
Blocksignale, die Halt anzeigen können, sind mit einem speziellen Merkzeichen versehen. Bei erloschenem Signal muss vor diesem angehalten werden. Bei Blocksignalen ohne Merkzeichen ist bei erloschenem Signal der Begriff Warnung anzunehmen.

## Geschichte

### 1930er Jahre
| Signalbild                                      | Bedeutung                                                             |
| ----------------------------------------------- | --------------------------------------------------------------------- |
| zwei brandgelbe Lichter waagrecht nebeneinander | Halt am Hauptsignal                                                   |
| zwei grüne Lichter                              | Freie Fahrt, Weichen in gerader Stellung oder weichenfreier Abschnitt |
| ein brandgelbes und ein grünes Licht            | Freie Fahrt, Weichen ablenkend, gewöhnlicher Radius                   |

Bei schwierigen Lichtverhältnissen sind mechanische Signale häufig schlecht sichtbar. Lichtsignale sind dank Linsen statt Farbscheiben auch bei Tag erkennbar und erlauben den Verzicht auf die wartungsaufwendigen Drahtzüge. 1930 stellten die SBB in Vaumarcus versuchsweise ein Lichtvorsignal auf.
1932 wurde zu Vergleichszwecken Winterthur mit Lichtsignalen der Bauart Westinghouse und Chur mit Lichtsignalen der Firma Signum ausgerüstet. Damit begann die Epoche der Lichtsignale. Ab 1939 wurden bei Neuaufstellungen nur mehr Lichtsignale verwendet.
In den 1930er Jahren beabsichtigte man vielerorts eine Erhöhung der Streckengeschwindigkeit, was eine Vergrösserung der Vorsignalabstände bedingte. Durch die Verwendung von Lichtvorsignalen vermied man die erschwerte Bedienbarkeit mechanischer Vorsignale durch die grössere Stellentfernung. Gleichzeitig nutzte man die Gelegenheit, einen zusätzlichen Vorsignalbegriff Fahrt über ablenkende Weichen zu schaffen. Auch Durchfahrsignale wurden bevorzugt durch Lichtvorsignale ersetzt, da sie im Gegensatz zu ersteren die genaue Stellung des Ausfahrsignals ankündigen können. Im Reglement von 1947 wurden sie dann folgerichtig Ausfahrvorsignale genannt.
Vor zweibegriffigen Hauptsignalen, hinter denen auch Fahrten in ablenkender Stellung möglich sind, zeigt das Lichtvorsignal analog zum mechanischen Vorsignal bei Nacht zwei horizontal angeordnete grüne Lichter als Fahrbegriff. Die ersten dreibegriffigen Lichtvorsignale hatten sechs Lampen, die in einfacher Weise paarweise in Serie geschaltet wurden.

### 1940er Jahre
| bis 1940           | ab 1940                              |
| ------------------ | ------------------------------------ |
| zwei grüne Lichter | ein grünes und ein brandgelbes Licht |

Bis zum 6. Oktober 1940 wurde bei allen Hauptsignalen das untere grüne Licht durch Brandgelb ersetzt. Fahrt über ablenkende Weichen (Fahrbegriff 2) wird seither also mit der Lichtkombination grün/brandgelb signalisiert. Bei den dreiflügeligen Semaphoren wurde nur die mittlere Farbscheibe getauscht, so dass sie bei drei Flügeln in Fahrstellung grün/brandgelb/grün als Nachtsignal zeigten. Die Kombination grün/grün wurde für den neuen Fahrbegriff Fahrt über ablenkende Weichen mit grossem Radius (Fahrbegriff 3) verwendet.

→ siehe auch Abschnitt Änderung der Signalfarben im Artikel Signalsystem M
| Signalbild              | Bedeutung                        |
| ----------------------- | -------------------------------- |
| ein rotes Licht         | Halt                             |
| zwei brandgelbe Lichter | Warnung, Halt am nächsten Signal |
| ein grünes Licht        | Freie Fahrt                      |

Geschwindigkeitsbeschränkungen durch ablenkende Weichen waren immer ab der ersten hinter dem Hauptsignal liegenden Weiche einzuhalten. Für den Fall, dass zunächst nur Weichen in gerader Stellung und erst weiter entfernt Weichen in ablenkender Stellung zu befahren waren, wurden versuchsweise die Fahrbegriffe 4 und 5 geschaffen.
Fahrbegriff 4 blieb eine Rarität und Fahrbegriff 5 dürfte überhaupt nirgends zur Anwendung gekommen sein.
Sie wurden 1967 wieder abgeschafft.
1941 wurden zwischen Zürich HB und Oerlikon automatische Blocksignale installiert, die neben Halt und Fahrt auch den Vorsignalbegriff Warnung anzeigen konnten. Damit wurde die Zahl der Lichtpunkte pro Signal reduziert. Diese kombinierten Signale hatten einen von den späteren Ausführungen abweichenden Schirm.
Diese Blocksignale sind gegen Ende der 1960er-Jahre verschwunden.
Das Signalreglement von 1947 ersetzte dasjenige aus dem Jahr 1916. Es führte Gleissignale für die Ausfahrt ein, so dass jedes Gleis ein eigenes Ausfahrsignal erhielt anstelle der früher üblichen Gruppensignale. Letztere werden aber bei einfachen Verhältnissen weiterhin verwendet. Wie bereits erwähnt werden die Lichtvorsignale am Einfahrsignal seit 1947 als Ausfahrvorsignal statt als Durchfahrsignal bezeichnet und die 1936 eingeführten Blocksignale wurden ins Reglement aufgenommen.

### Weitere Entwicklungen
| bis 1967           | ab 1967                              |
| ------------------ | ------------------------------------ |
| drei grüne Lichter | zwei grüne und ein brandgelbes Licht |

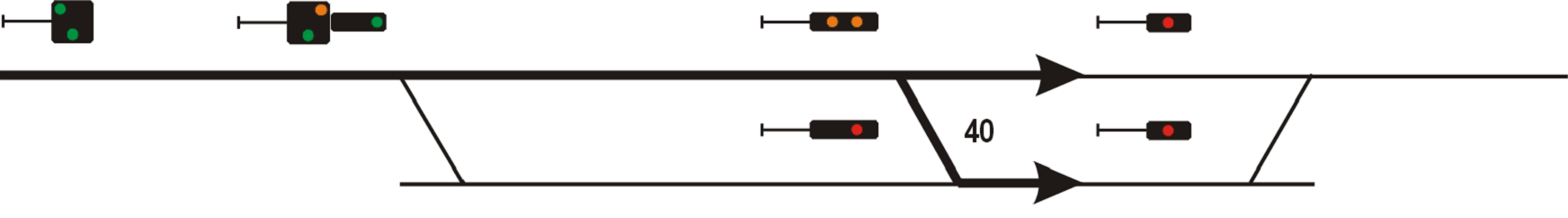
Verlängerte Einfahrt bei einem Gleisabschnittsignal

1957 wurde das Gleisabschnittsignal zur Unterteilung von Stationsgleisen in mehrere Abschnitte eingeführt und mit ihm der neue Fahrbegriff 6.
1967 erfolgte die Einführung der Geschwindigkeitssignalisierung. Das Hauptsignal zeigt nur noch die erlaubte Geschwindigkeit. Das ermöglicht neue Anwendungen, indem Geschwindigkeiten unabhängig von Weichenstellungen signalisiert werden können. Beispielsweise kann ein Ausfahrsignal bei kurzer Stationsdistanz und geschlossenem Einfahrsignal der Nachbarstation Langsamfahrt zeigen. Der bisherige Fahrbegriff 4 wurde abgeschafft. Der Fahrbegriff 5 neu definiert mit der Bedeutung Freie Fahrt mit 90/95 km/h. Da sich der Vorsignalbegriff 5 aus grösserer Entfernung nicht klar genug vom Begriff 1 unterschied, wurde das brandgelbe Licht von oben links nach unten rechts verschoben.
Im Lauf der Zeit wurden die Bestimmungen des Signalsystems L teilweise an das 1986 eingeführte System N angepasst. Die Geschwindigkeitsschwelle wird von der ersten Weiche zum Einfahrsignal verlegt und die um 5 km/h höheren Geschwindigkeiten für Züge der Reihe R bei den Fahrbegriffen 3 (60/65 km/h) und 5 (90/95 km/h) werden abgeschafft.

## Fotos

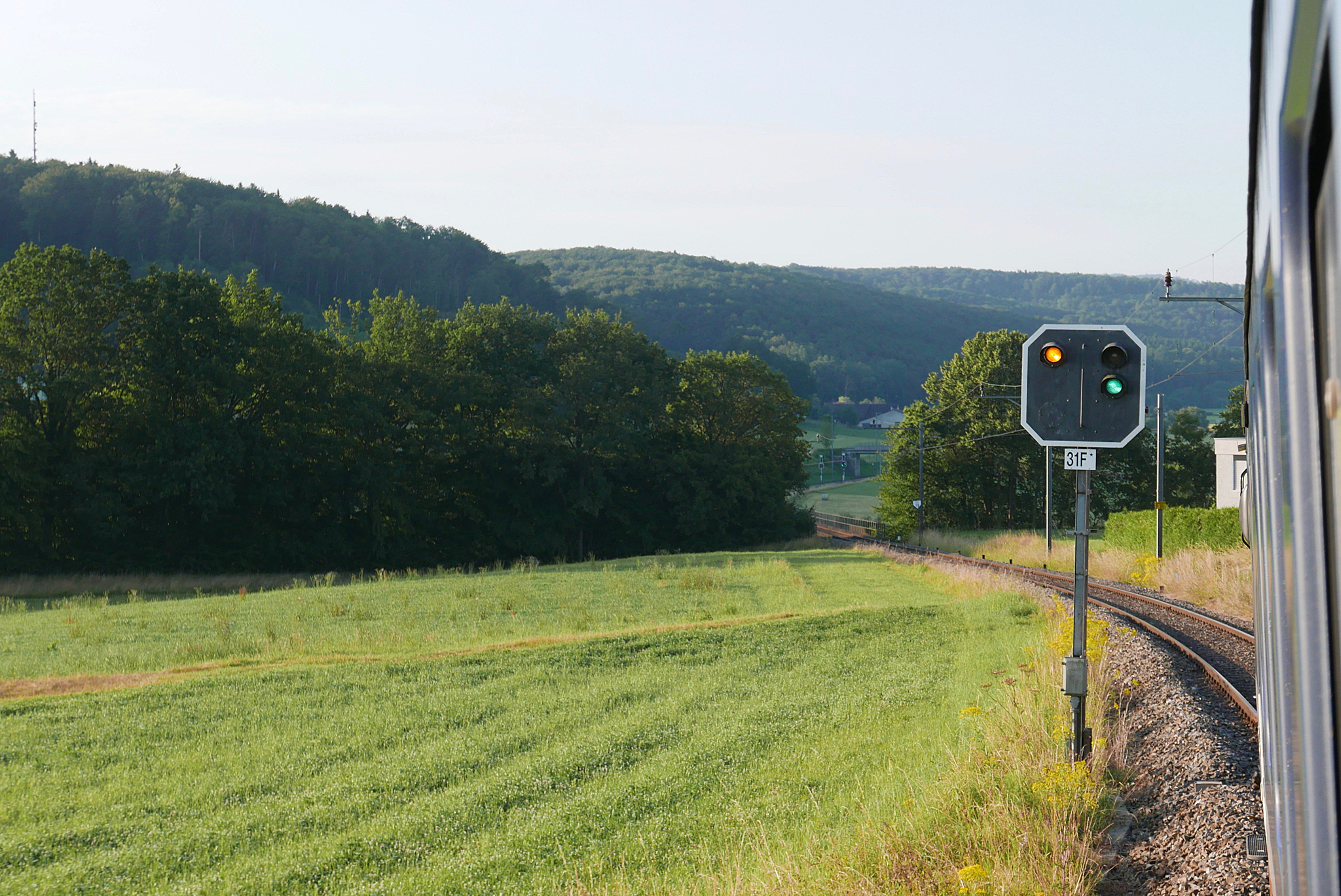
Abgedeckte Lampe links unten, weil der Fahrbegriff 1 nicht gebraucht wird.
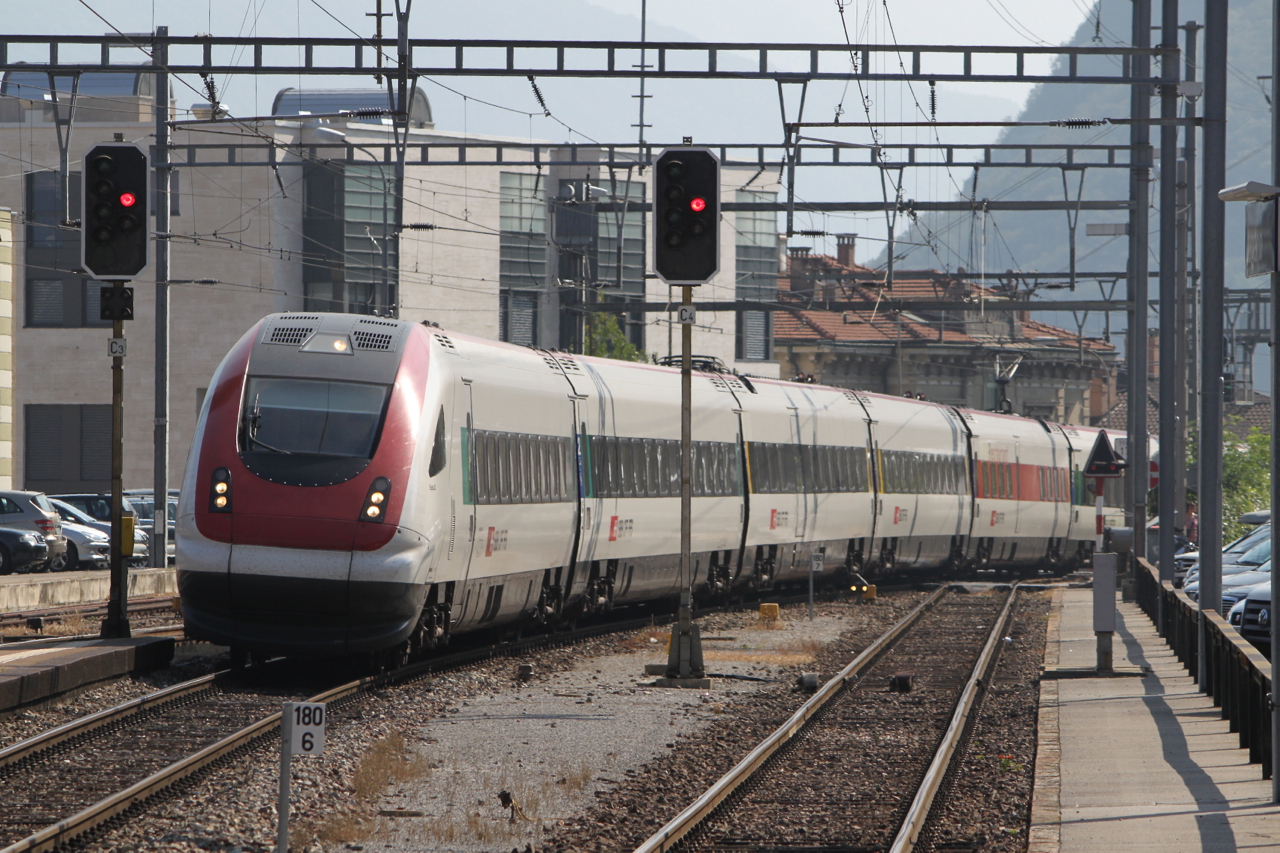
Hauptsignale mit breiter Tafel
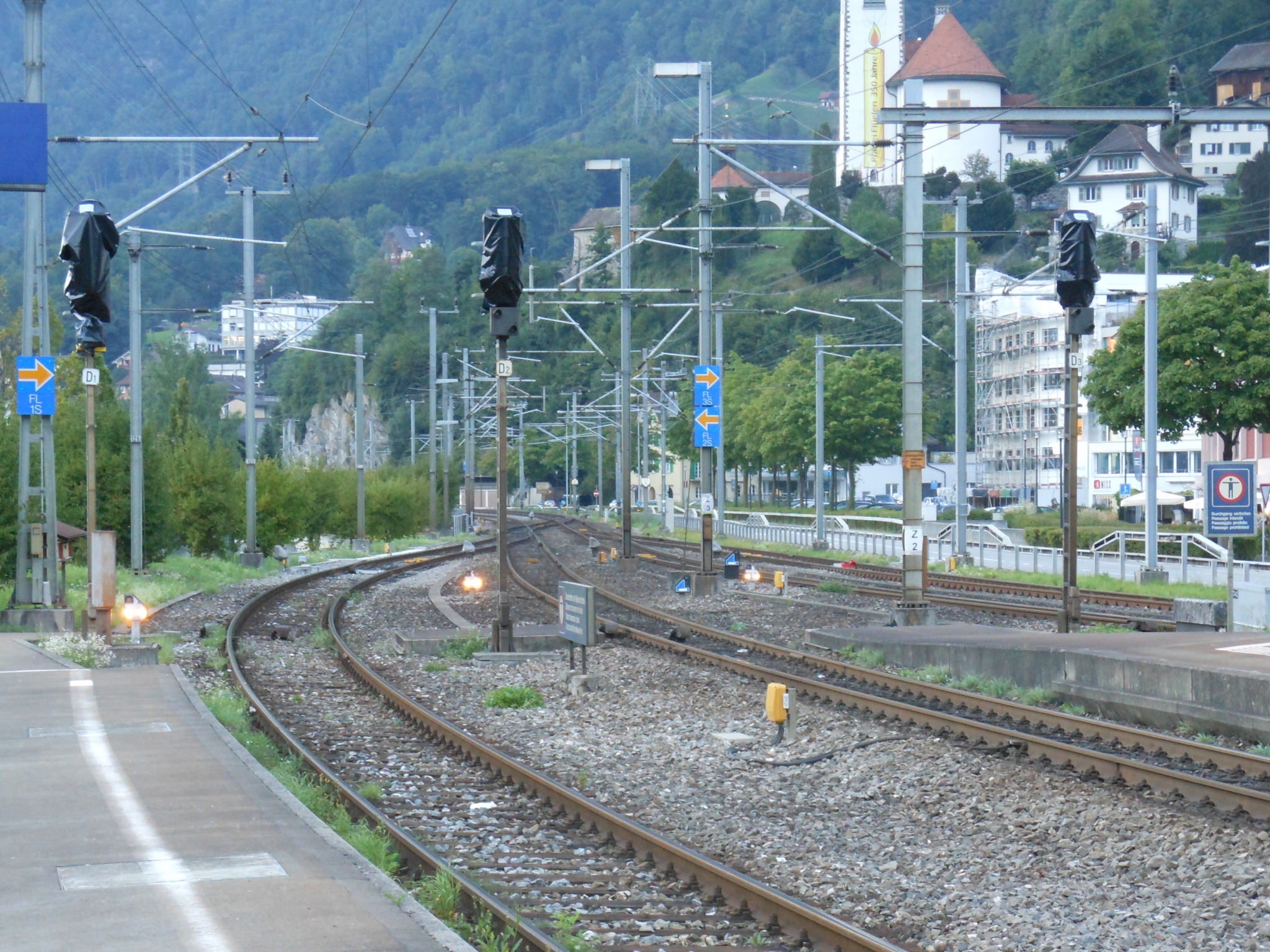
Abgedeckte ungültige Ausfahrsignale
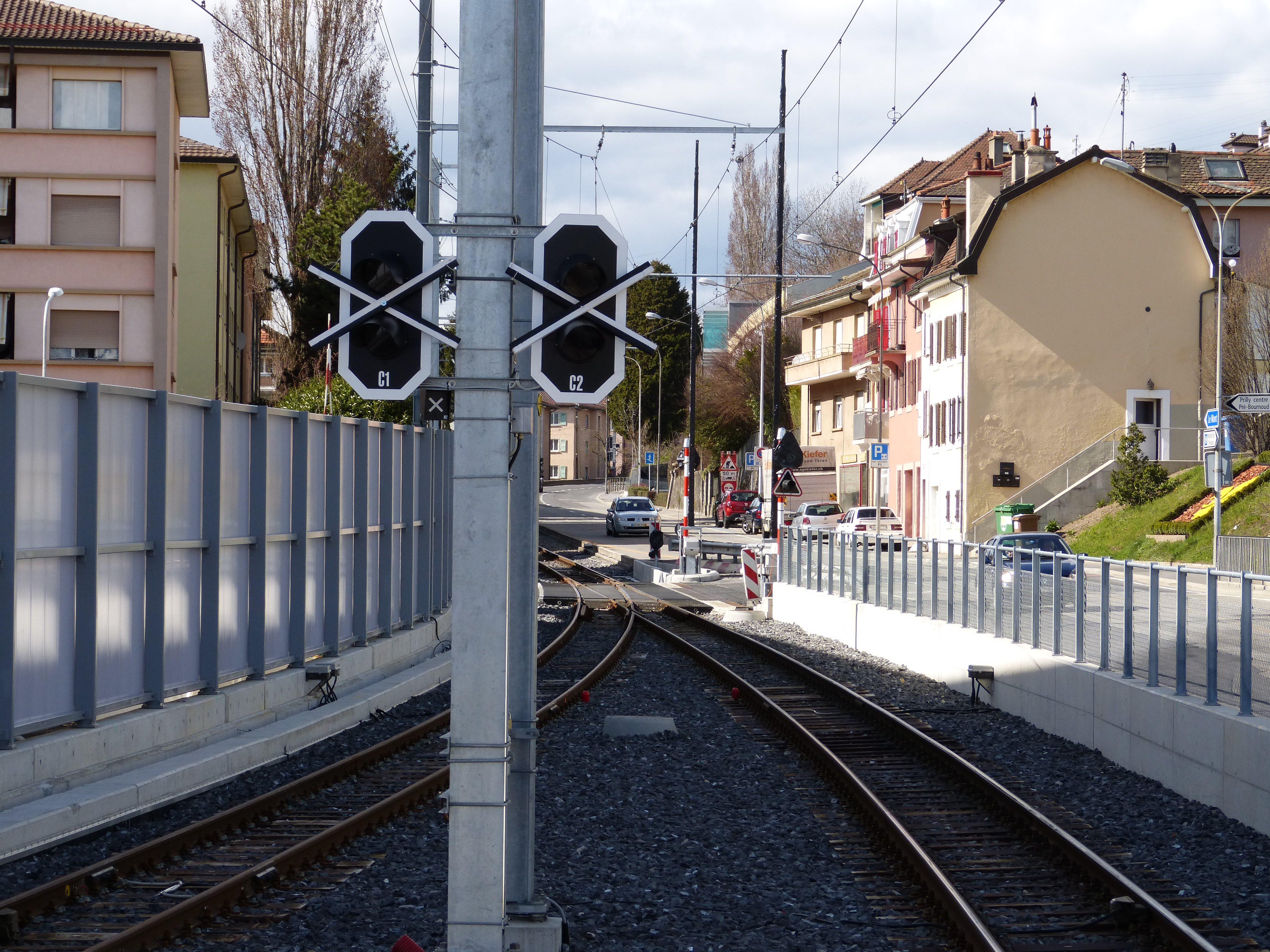
Ungültige, mit Kreuzen versehene Lichtsignale